# .bv
.bv — в Інтернеті, національний домен верхнього рівня (ccTLD) для острова Буве.
Острів Буве незаселений.